# Matteuccia orientalis
Matteuccia orientalis là một loài thực vật có mạch trong họ Woodsiaceae. Loài này được (Hook.) Trevis. miêu tả khoa học đầu tiên năm 1869.